# Вајана 2
Вајана 2 (енгл. Moana 2) амерички је анимирани филм из 2024. који је произвео Walt Disney Animation Studios за Walt Disney Pictures. Наставак је филма Вајана (2016). Режију потписују Дејвид Дерик Млађи, Џејсон Хенд и Дејна Леду Милер, по сценарију Џареда Буша и Дејне Леду Милер. Гласове главним улогама позајмљују Аули Краваљо и Двејн Џонсон.
Премијера је приказана 21. новембра 2024. у Каполеју, док је 27. новембра пуштен у биоскопе у Сједињеним Америчким Државама, односно 28. новембра у Србији. Добио је помешане рецензије критичара. Зарадио је преко милијарду долара широм света, оборивши неколико рекорда.

## Радња
Након што је добила изненадни позив од својих предака, Вајана путује у далека мора Океаније и у опасне, давно заборављене воде, улазећи у авантуру другачију од било чега са чим се икада суочавала.

## Гласовне улоге
| Улога  | Енглески глас | Српски глас    |
| ------ | ------------- | -------------- |
| Вајана | Аули Краваљо  | Ивона Рамбосек |
| Мауи   | Двејн Џонсон  | Марко Кон      |